# Hundige-Kildebrønde Sogn
Hundige-Kildebrønde Sogn (indtil 29. november 2014: Kildebrønde Sogn; endnu længere tilbage:Gildebrønde Sogn).
I 1800-tallet var Kildebrønde Sogn anneks til Greve Sogn. Begge sogne hørte til Tune Herred i Roskilde Amt. Greve-Kildebrønde sognekommune blev ved kommunalreformen i 1970 indlemmet i Greve Kommune. 
I sognet ligger Kildebrønde Kirke fra middelalderen og Hundige Kirke fra 1976.
I sognet findes følgende autoriserede stednavne:
- Hundige (bebyggelse, ejerlav)
- Hundige Strand (bebyggelse)
- Kappelgårde (bebyggelse, ejerlav)
- Kildebrønde (bebyggelse, ejerlav)
- Strandhusene (bebyggelse)
- Strøby Huse (bebyggelse, ejerlav)
- Tvillinggårde (bebyggelse)

## Præster
Hvornår sognet er oprettet, vides der ikke noget om. Kildebrønde Kirke skønnes i hvert fald til at være den ældste af middelalderkirkerne i Greve Kommune. Efter reformationen begynder der så småt at dukke oplysninger op om præsterne i Kildebrønde Sogn. Det vigtigste forhold at bemærke er dog, at i knap 400 år udgjorde sognene Kildebrønde Sogn og Greve Sogn ét pastorat med én fælles sognepræst, og først i 1972 skiltes de to sogne ad igen som hvert sit pastorat med hver deres egne præster.
Hvornår sammenlægningen af de to sogne til ét pastorat blev effektueret, er det mere vanskeligt at fastslå. Ifølge Roskilde Domkapitels kapitelvedtægt af 7. august 1572 skulle det gøres gældende, at sognepræsten i Greve skulle gives kollats over Gildebrønde Sogn tillige. Dette stadfæstedes af kongen i et brev af 21. januar 1574. Endnu et brev fulgte i februar 1574, hvor der blev givet besked om, at den residerende kapellan i Gildebrønde skulle rømme sognet, og sognebørnene i Gildebrønde skulle afstå fra at bruge ham som sjælesørger, men bruge sognepræsten i Greve i stedet. Den 5. august udgår endnu et brev fra kongen, og denne gang har piben fået en anden lyd. Nu anklages præsten i Greve, Herr Peder, for at have fået og efterfølgende blevet tildømt kollats over Gildebrønde på uhæderlig vis, og uden at have taget behørigt hensyn til Niels Mortensens (sognepræsten i Gildebrønde) rettigheder. Kongen bestemmer, at begge præster nu skal fratages deres sogne, og at domkapitlet skal sørge for "att en anden duelig och lerdt personn skall forestaa begge Sogner". I 1582 ser det ud til, at Kildebrønde Sogn stadig har egen præst (navnet oplyses ikke, måske er det stadig Niels Mortensen) idet kongen i et brev til domkapitlet oplyser, at han ofte har haft besøg af selvsamme præst, og at denne beklager sig over, at domkapitlet formener ham adgang til præstegården og at han derved ikke kan udføre sin præstegerning ordentligt. Kongen bemærker endvidere, at domkapitlet endnu ikke har fået gennemført ordningen med, at Greve og Gildebrønde sogne fremover kun skulle have én fælles præst.
Senest fra 1590 skønnes det dog, at der nu er én fælles præst for Kildebrønde og Greve sogne. Præstegården i Greve overtager efterhånden rollen som præstegård for begge sogne, og præstegården i Kildebrønde forsvinder med tiden.
- -1572-1574-(1582?)- ?: Niels Mortensen
- ? (Ingver) ?
- 1590[fn 3]-1614: Hans Pedersen Walløe
- 1614-1644: Mikkel Madsen Butterup
- 1644-1661: Erik Mogensen Blekinge
- 1661-1712: Villads Olufsen Roskilde
- 1691-1699: Christopher Nicolaisen Lund, hjælpepræst
- 1703-1747: Knud Frederiksen Gamborg[fn 4]
- 1747-1773: Christian Frederik Irgens
- 1773-1796: Jens Nicolai Engelstoft
- 1796-1847: Frands Daniel Mellerup
- 1847-1877: Peter William van Wylich
- 1877-1898: Carl Emil Kirketerp
- 1898-1902: Morten Pontoppidan
- 1902-1907: August Kiørboe
- 1907-1920: Axel Sørensen
- 1921-1946: Hother Bertel Simon Ostermann
- 1947-1972: Lauge Sofus Jørgensen
- 1964-1966: Johannes Møllehave
- 1966-1972: Børge Høiby Lyndelse
- 1972-1978: Erling Djuraas[fn 5]
- 1974-1994: Svend Hauge
- 1976-1989: Inge Nielsen
- 1979-1995: Karin Kofod
- 1989-1993: Kirsten Carstensen
- 1994- : Anne Bredsdorff
- 1994- : Knud Erik Braüner
- 1996-2008: Marianne Mulnæs
- 1997- : Bo B. Gravesen
- 2008-2022: Nynne Lange Reddersen
- 2009- : Rikke Marschner

## Sognets navn
Den ældste overleverede navneform for Kildebrønde er Gældebrun fra 1335. I mange århundreder kendtes sognet således som Gildebrønde Sogn eller varianter deraf, men fra det 17., 18. og 19. århundrede blev det gradvis mere almindeligt at kalde sognet for Kildebrønde Sogn.
I 1972 ophørte tilknytningen til Greve Sogn og det fælles Greve-Kildebrønde Pastorat, og Kildebrønde var nu et selvstændigt sogn og pastorat (Kildebrønde Pastorat). 
Med opførelsen af Hundige Kirke i 1975-76 dukkede diskussionen om en eventuel ændring af sognets navn op første gang, uden at der dog blev truffet nogen beslutning i den retning ved den lejlighed.
I august 2014 ansøgte sognets menighedsråd Kirkeministeriet om, at sognets navn måtte blive ændret til Hundige-Kildebrønde Sogn, og i slutningen af november 2014 forelå tilladelsen, hvorefter ændringen af sognenavnet trådte i kraft den første søndag i advent 2014, søndag d. 30. november 2014.